# Golden State Motor Car Company
Golden State Motor Car Company war ein US-amerikanischer Hersteller von Automobilen.

## Unternehmensgeschichte
Der Polizist Ross M. G. Phillips gab 1902 seine Arbeit auf, um Fahrzeuge zu entwickeln. 1904 entstand das erste Fahrzeug. Phillips ließ viele Teile patentieren. Erst nach Patenterteilung gründete er im Januar 1906 das Unternehmen in Los Angeles in Kalifornien zur Serienproduktion. Der Markenname lautete Golden State. Im gleichen Jahr endete die Produktion, nachdem ein Geldgeber gestorben war.
Es gab keine Verbindung zur Golden State Automobile Company, die vorher den gleichen Markennamen benutzte.

## Fahrzeuge
Das einzige Modell hatte einen Motor mit Luftkühlung. Er trieb über eine Kardanwelle die Hinterachse an. Der Aufbau war ein offener Runabout mit zwei Sitzen. Gelenkt wurde mit einem damals noch nicht allgemein üblichen Lenkrad.